# Boliviansk Peso
Boliviansk Peso, Peso Boliviano, (ISO 4217 code: BOP), var møntfoden i Bolivia fra den 1. januar 1963 indtil den. 31. december 1985. "$b." var symbolet for den nye bolivianske peso. Den erstattede den 99 år gamle boliviano.

## Historisk baggrund
Pga. hyperinflation iværksatte den bolivianske regering et omfattende økonomisk stabiliseringsprogram, der fjernede de fleste restriktioner på handel med og brug af boliviano. Gennem stabiliseringsprogrammet blev der etableret en flydene valutakurs, der i 1959 var stabiliseret til en vekselkurs på 11.885 bolivianos til 1 amerikansk dollar. 
Den bolivianske møntfodsreform, som trådte i kraft 1. januar 1963, introducerede en vekselkurs på 1 peso boliviano til 1000 bolivianos. Vekselkursen for 1 amerikansk dollar var på 11,875 pesos bolivianos. 
Men inflationen fortsatte og pesoen blev devalueret den 27. oktober 1972 med 39,4%, hvorpå den nye vekselkurs til den amerikanske dollar var 1:20. Denne valutakurs var nogenlunde stabil indtil den 30. november 1979, hvor pesoen blev sat til en kontroleret valutakurs pålydene 25 pesos bolivianos til 1 dollar. 
Men inflationen fortsatte. Den officielle vekselkurs blev den 5. februar 1982 devalueret til 44 pesos bolivianos til 1 amerikansk dollar. Senere samme år var vekselkursen 64,12 pesos til en dollar, som i 1983 var faldet til 229,78.
Efterfølgende tog inflationen til og i 1984 var vekselkursen 2.314 pesos til en dollar. Hyperinflationen indtog gjorde, at vekselkursen i september 1985 var én million pesos bolivianos til én amerikansk dollar på det sorte marked. Den daværende præsident, Víctor Paz Estenssoro, tillod en fri vekselkurs for den bolivianske peso, der var på det laveste i august 1985. Dette medførte en devaluering på 95%, al vekselkontrol med pesoen ophørte og vekselkursen blev reguleret to gange om ugen i forhold til efterspørgslen. Værdien faldt yderligere, og i januar 1986 vedtog den bolivianske regering dagligt en ny vekselkurs for at få mere tiltro til økonomien fra befolkningens side. Senere på året ramte pesoen sit lavpunkt på 2,2 millioner til én dollar, og stabiliserede sig derefter på 1,8-1,9 millioner pesos.
Regeringen vedtog en ny møntfodlov, Ley de 28 de Noviembre de 1986, og annoncerede den 30. december 1986 en ny møntreform, som trådte ikraft dagen efter den 1. januar 1987. Den nye boliviano erstattede den gamle peso til en vekselkurs på 1:1.000.000. (1 Boliviano = 1,000,000 pesos bolivianos).

## Mønter
Den bolivianske regering indførte reformmøntning i 1965, og der blev slået mønter på 5, 10, 20, og 50 centavos. I 1968 blev 1 peso boliviano mønter slået, i 1971 25-centavo mønter og i 1976 5 peso boliviano mønter. De sidste mønter præget med peso boliviano blev slået i 1980. 

## Sedler
Bolivianske peso ($b) pengesedler blev udgivet i 1963 pålydende en værdi af $b1, $b5, $b10, $b20, $b50 og $b100. I 1981 blev der udgivet $b500 sedler, og i 1982 blev der udgivet $b1000 pesos .
I 1982 blev $b100 sedlerne udgivet i en mere simpel version uden sølvtråd med litografisk tryk. Dette medførte dog, at folk var bange for at disse sedler var falske, og undgik brugen af dem. Efter nogle få måneder begyndte Banco Central (Centralbanken) at udgive de gamle $b100 sedler igen. Som følge af den stigende inflation begyndte Banco Central i 1982 at udgive cheques de gerencia (bank checks) med pålydende værdier af $b5000 og $b10.000.
Henimod sommeren i 1983 var $b1, $b5 og $b20 ikke længere i cirkulation. Sedler med den pålydende værdi af $b10, $b50, $b100, $b500 og $b1000 fortsatte. Senere kom sedler med pålydene værdier af $b5000 og $b10.000.
Hyperinflationen i Bolivia gjorde, at Banco Central ikke kunne printe sedler hurtigt nok. I 1984-85 blev cheques de gerencia mere normalt betalingsmiddel, og disse bank checks blev udgivet i værdier på $b20.000, $b50.000, $b100.000, $b500,000, $b1 million, $b5 million og $b10 millioner printet ud på 4 forskellige printere. Samtidig blev sedler på $b50.000 og $b100.000 normalt betalingmiddel.
I foråret 1986 var cheques de gerencia fra $b100.000 to $b10 millioner i omløb samt de lavere $b50.000 and $b100.000 sedler.

## Eksterne referencer
Bruce II, Colin R., ed. (2007), 2008 Standard catalog of world coins 1901-2000 (35th ed.), Iola, WI: Krause, pp. 237–238, ISBN 978-0-89689-500-3 .
Cuhaj, George S., ed. (2007), Standard catalog of world paper money: modern issues 1961-present (13th ed.), Iola, WI: Krause, pp. 93–98, ISBN 978-0-89689-502-7 .